# (22383) Nikolauspacassi
(22383) Nikolauspacassi est un astéroïde de la ceinture principale.

## Description
(22383) Nikolauspacassi est un astéroïde de la ceinture principale. Il fut découvert le 5 mars 1994 à Farra d'Isonzo par l'Observatoire astronomique de Farra d'Isonzo. Il présente une orbite caractérisée par un demi-grand axe de 2,32 UA, une excentricité de 0,16 et une inclinaison de 2,4° par rapport à l'écliptique.